# إدوارد هالتغرين
إدوارد هالتغرين (24 يناير 1904 – 26 أبريل 1984) هو ملاكم سويدي راحل، مثّل بلاده في الألعاب الأولمبية الصيفية 1924.

## روابط خارجية
إدوارد هالتغرين على موقع أوليمبيديا (الإنجليزية)
- إدوارد هالتغرين على موقع اللجنة الأولمبية السويدية (السويدية)